# الحفيد الشقي
'الحفيد الشقي (بالإنجليزية: The troublemaker grandson) هو مسلسل رسوم متحركة رسومات ثنائية الأبعاد، قامت بإنتاجه شركة ماجيك سيليكشن الكويت - مصر .

## قصة المسلسل
فكرة العمل تدور حول شخصية طفل ينتقل للإقامة مع جدته في الريف لفترة قصيرة تحدث خلالها العديد من الأحداث المواقف الشائكة التي يقع الطفل فيها نتيجة لجهله بأمور الريف، ولتعرفه على طفل ريفي شقي يحب مشاكسة الآخرين وإزعاجهم يقطن بالبيت المجاور لبيت الجدة، وكل هذه الأحداث تدور في إطار ترفيهي ممتع، لا يخلو من التوجيه التربوي وتسليط الضوء على السلوك السليم وتقويم السلوك الخطأ بطريقة تربوية وفنية مدروسة . مدة الحلقة 15 دقيقة . المسلسل أنتج عام 2010.